# Az ezredeseket akarjuk
Az ezredeseket akarjuk (eredeti cím: Vogliamo i colonnelli) Mario Monicelli filmrendező 1973-ban bemutatott politikai szatírája.
A filmnek készült rendezői változata is, amelyet 2015. szeptember 4-én mutattak be a Velencei Nemzetközi Filmfesztiválon.
Monicelli sodró lendületű szatírája az ólomévek Olaszországának maróan gúnyos ábrázolása, amit az tett különösen húsbavágóvá, hogy jól felismerhető eseményeket és személyeket ábrázol sajátosan groteszk nézőpontból szándékosan túlzón és bántóan általánosítva. Történelmi alapja az állítólagos 1964-es és 1970-es olaszországi puccskísérletek, előkészületek, valamint „a fekete ezredesek” diktatúrája a korabeli Görögországban.
A filmben ábrázolt összeesküvés illetve puccskísérlet a Fekete Hercegként emlegetett Junio Valerio Borghese államcsínye, ami 1970 december 7-ről 8-ra virradó éjszaka zajlott, amelynek mintája az Ezredesek összeesküvéseként emlegetett görögországi katonai puccs és junta lett volna.
A történet az olasz politikai és gazdasági élet korrupt, sunyi és alattomos szereplőit figurázza ki, elsősorban a mérsékelt jobboldalt (Olasz Kereszténydemokrata Párt) és a szélsőjobbot, de nem kíméli különösebben a politikai baloldal képviselőit sem legalábbis megalkuvó, ostoba megélhetési politikusoknak állítva be őket is.
A groteszk félelmetes oldalát a háttérben tervező és irányító erők sejtetik, de velük kapcsolatosan sem lehet teljesen biztos a néző abban, hogy nem csupán az idő rövidsége és a vakvéletlen hozta, hogy nem lepleződik le valójában nevetségesen ostoba mivoltuk. (A CIA-s, a belügyminiszter és mások.) A leglesújtóbb kritika Olaszországról talán éppen az, hogy a puccs mindezek ellenére akár sikerülhetett is volna, mint ahogy másoknak sikerült is.
Az olasz nép kelletlenül, beletörődően veszi tudomásul a fölötte tenyésző „elit” szellemi és erkölcsi színvonalát, de ez a társadalomkritika eltörpül a hadsereg, a politikai és gazdasági elit ábrázolása mellett. Feltehetően pusztán praktikus megfontolásokból a klérus csupán a tábori lelkész személyén keresztül jelenik meg. (Konkrétabb ábrázolás esetén a kapcsolatos botrány feltehetően elterelhette volna a figyelmet a film lényegéről.)
A komikus hatást fokozza a dokumentumfilmeknél szokásos pártatlanságot sugalló, szenvtelenül tárgyilagos narráció a legmulatságosabb jelenetek alatt is.
A filmet néhányan elmarasztalták amiatt, hogy az olasz szélsőjobboldalt nevetséges operettfasisztákként ábrázolja, valamint hogy  mulatságosként tünteti fel az általuk provokált utcai erőszakot, a robbantássorozatokat és az „állítólagos” olaszországi puccselőkészületeket beleértve a Borghese-puccsot.

## Szereplők
- Giuseppe „Beppe” Tritoni képviselő – Ugo Tognazzi (Szabó Gyula)
- Az olasz köztársasági elnök – Claude Dauphin (Gáti József)
- Giampaolino Sartorello tisztelendő – Duilio Del Prete
- Pino Barbacane ezredes – Giuseppe Maffioli (Inke László)
- Marcella Bassi-Lega – Carla Tatò (Almási Éva)
- Luigi Di Cori képviselő – François Périer[5] (Mensáros László)
- Salvato Li Masi képviselő, belügyminiszter – Lino Puglisi
- Armando Caffè – Pino Zac (Horváth Gyula)
- Mazzante képviselő – Tino Bianchi
- Vittorio Emanuele Ribaud alezredes – Antonino Faà di Bruno[6]
- Tarcisio Introna („Hájas”)[7] – Vincenzo Falanga
- Gavino Furas ezredes – Gian Carlo Fusco[8]
- Amelia di Amatrice grófnő – Barbara Herrera
- Teofilo Branzino korvettkapitány – Renzo Marignano
- Elpidio Aguzzo ezredes – Camillo Milli
- Kancsal ezredes – Alberto Postorino
- Cicero képviselő[9] – Gianni Solaro
- Giovanni Bassi-Lega tábornok – Pietro Tordi
- Quintiliano Turzilli ezredes – Max Turilli
- Andreas Automatikos ezredes – Salvatore Bilardo
- Bruno Boschetti
- Pube professzor – Pietro Biondi
- Franz Cavicchia őrmester azaz Nerchia – Giuseppe Castellano
- Autópálya járőr – Luciano Catenacci
- Ferlingeri képviselő – Mico Cundari
- Di Cori fia – Vittorio De Bisogno
- Alceo Pariglia tábornok – Belisario De Matteis
- Ulisse, Ribaud sógora – Nino Formicola
- Rendőr – Mario Frera
- Cristiana Tallone – Rosanna Gherardi (Kassai Ilona)
- Első hírolvasó – Enzo Guarini
- Enzo La Torre
- Vincenzo Maranzino[10]
- Vincenzo Mazzucchi
- Carla Mancini
- Urbini, az elnök titkára – Mauro Misul
- Alfonsone – Franco Moraldi
- A rendőrtiszt, aki letartóztatja Tritonit – Lino Murolo
- Bertoni képviselő – Loris Zanchi

További szereplők:
- Febo Conti (archív bejátszásban)
- Cameriere – Francesco Anniballi
- Csendőrnek beöltözött fasiszta – Gianni Baghino
- Ember, aki leszáll a buszról – Angelo Boscariol
- Bosisio tábornok – Augusto Brenna
- Tévébemondó – Mariolina Cannuli
- Csapos – Angelo Casadei
- Narrátor – Riccardo Cucciolla
- Soldato – Bruno Di Luia
- Parlamenti képviselő – Alfonso Giganti
- Antonino Irnerio Steiner – Luigi Lenner
- Simonacchio képviselő – Franco Magno
- Az ember, aki meglátja a jelzőrakétát?? – Mimmo Poli
- Eliseo Tallone marsall – Antonio Proietti
- Rina, Di Cori felesége – Valeria Sabel
- Asszony a temetésen – Maria Tedeschi
- Puccsot tervező afrikai politikus – Alfred Thomas
- Cagliotti tábornok – Stavros Tornes

További magyar hangok: Benkő Gyula, Bodor Tibor, Egri István, Kézdy György, Mádi Szabó Gábor, Miklósy György, Ungvári László, Verebes Károly
A cím, stáblista szövegek beolvasása: Bozai József

## A történet
Az ezredesek összeesküvése június 2-án a Köztársaság kikiáltásának ünnepén kezdődött, de első eseménye a Milánói dóm tetején álló Szűz Mária szobor felrobbantása volt. A merényletet Giuseppe Tritoni képviselő, a fasiszták egyik vezéralakjának illegális csoportja hajtotta végre, de a sajtó a várakozásnak megfelelően a baloldal nyakába varja a robbantást.
De Tritoni összekülönbözik pártja, a Nagy Jobb („Grande Destra”) vezetőivel a kis híján lelepleződéssel végződő, felelőtlen akció miatt, így elhatározza, szakít a párttal és saját kezébe veszi a hatalomátvétel ügyét. Régi barátját, Ribaud ezredest kéri meg, hozza össze az idős Bassi-Lega tábornokkal. Pár évvel korábban, 1968 szeptemberében a De Vincenzo-féle sikertelen államcsínybe keveredett és ezért kényszernyugdíjazott Bassi-Lega tábornok magas rangú hadseregbeli kapcsolatait akarja felhasználni. Meg is kapja a listát a megbízható emberek nevével, de a tábornok rajtakapja erőteljesen fehérmájú lányával, Marcellával és felháborodásában szívrohamot kap.
Tritoni a tábornok által összeállított névsor alapján végiglátogatja a magasrangú főtiszteket és tábornokokat, akik lelkesen csatlakoznak a puccs tervéhez. Az anyagi források biztosítása érdekében megzsarolja a nagyiparos Steinert azzal, hogy bizonyítékai vannak arra, hogy özönvíz előtti Volkan típusú rádiókat sóztak rá a hadseregre búsás haszonnal. Felkeresi egykori katonatársa, Franz Cavicchia őrmester fasiszta kiképzőtáborát is, ahol a résztvevők egy emberként állnak a puccsisták mögé.
A puccs vezetői egy tengerparti villában gyűlnek össze, ahol vendégül látják Andreas Automatikos ezredest, a görög junta titkosszolgálatának helyettes vezetőjét is. Megbeszélik az államcsíny részleteit, a programot, de a junta vezetőjének személyével kapcsolatosan ötletelgetésbe bocsátkoznak. Még Federico Fellini nevét is bedobják. Végül Aguzzo ezredes Eliseo Tallone marsallt javasolja. Azonban a személyes találkozón kiderül, hogy az idős marsall már második gyermekkorát éli. Így végül Pariglia tábornok személyében egyeznek meg, aki ugyan alig valamicskével kevésbé szenilis, de nagy rátermettségről tett tanúbizonyságot a katonai dísztemetéseken a gyászbeszédek felolvasásában.
Közben az államcsíny vezérkara kidolgozza a hatalomátvétel részleteit, a fontos középületek, objektumok, a Fiumicinói Repülőtér, valamint a tömeges letartóztatásokhoz nélkülözhetetlen koncentrációs tábornak szánt Flaminia futballstadion elfoglalását. Tritoni fogalmazza meg a junta vezetőjének proklamációját, amit az állami televízióban szándékoznak beolvasni. Mindenkinek tetszik lelkesítő, jelszószerű utolsó mondata: „Nagy múltja van a mi dicső jövőnknek!” A titkos találkozónak azonban szemtanúja is akadt Armando Caffè fotós személyében, aki felkeresi régi barátját, Luigi Di Cori kommunista párti parlamenti képviselőt, és felajánlja megvételre a fényképeket. Di Cori eleinte nem hisz neki, de megváltozik a véleménye amikor híre jön, hogy az utcán megtámadták és összeverték a fotóst. Július 12-én egy szocialista és egy kereszténydemokrata képviselőtársával felkeresik Li Masi belügyminisztert, aki hitetlenkedését fejezi ki, de hétfőig időt kér a képviselőktől. Azonban a puccs, a Fekete Róka akció ekkor már beindult. Főhadiszállását egy boxedzőteremben rendezték be az összeesküvők. Innen irányítják a puccsban részt vevő alakulatokat.
De a hatalomátvétel nem utolsósorban éppen Steiner ócska Volcan rádió adó-vevőinek köszönhetően némileg akadozva indul. Barbacane ezredes ejtőernyős békaembereit félreértésből kifolyólag egy maccarese-i tyúkfarmra dobják le kilométerekre a nemzetközi repülőtértől, ráadásul mikor le akarják lőni az őket üldöző kutyát, véletlenül fellövik a fehér jelzőrakétát, ami a haditerv szerint azt jelentené, hogy már elfoglalták a repteret. Ennek következtében viszont a túl korán végrehajtott elsötétítés miatt Furas ezredes csapata karambolozik, így taxival, késve érkeznek a televízió székházába, amikor már vége az aznapi adásnak.
Egyedül a köztársasági elnök elmozdítására kiküldött Teofilo Branzino korvettkapitány („Rozmár”) egysége jár sikerrel, de hamarosan rajtaüt Li Masi belügyminiszter egy tábori csendőr egység élén. Ezzel párhuzamosan rajtaütnek a puccs vezérkarán is. Az átélt izgalmak hatására a köztársasági elnök szívrohamot kap, így nincs akadálya annak, hogy a belügyminiszter a szélsőjobb és szélsőbal veszélyre hivatkozva kihirdesse a rendkívüli állapotot és ideiglenesen katonai kormányt alakítson. A fővárost „alkotmányhoz hű” csapatok szállják meg, a közintézmények, televízió, filmgyár és egyebek vezetését is katonatisztek veszik át. Steiner munkaügyi miniszter lett.
Egy évvel később Tritoni fanyalogva nézi a nélkülük berendezkedett, olaszosan könnyed és kedélyes, és éppen csak egy csipetnyit rasszista fasiszta diktatúrát. Egy presszó teraszán tárgyal a puccs átdolgozott terveinek áráról két afrikai érdeklődővel.

## Utalások valós személyekre és eseményekre
- A film kifejezetten utal az 1970-es évek elején lezajlott számos állítólagos vagy eltussolt puccselőkészületre. Több utalás lelhető fel Giovanni de Lorenzo tábornokra és az általa készített Solo-tervre (Piano Solo), amely egy készenléti terv volt a csendőrség mozgósítására. A készenléti tervet 1964-ben Giovanni de Lorenzo tábornok készítette Antonio Segni köztársasági elnök jóváhagyásával. Azonban a gyanú szerint voltaképpen egy puccs terve volt arra az esetre, ha a belpolitikai válság következtében a Kommunista Párt kormányzati pozíció közelébe kerülne.[14] De egyes források azt állítják, hogy a film cselekménye a Junio Valerio Borghese hercegnek tulajdonított állítólagos 1970. december 7-ről 8-ra virradó éjszakán megkezdett de még az éjjel lefújt puccskísérletét idézi fel.

Ám a film valójában keveri a különféle eseményre és személyekre vonatkozó utalásokat. A közös ezekben az az állítólagos terv volt, hogy titokban vezényelnek katonai egységek Rómába, amelyek elfoglalják a főváros legfontosabb pontjait (a televízió székházát, Belügyminisztériumot, ...) és mozgósítják a rendőrség és csendőrség beavatott tagjait meghatározott  politikusok és más személyiségek letartóztatására.
- A történetben emlegetett 1968-as puccskísérlet vezetője, a kitalált De Vincenzo tábornok neve egyértelmű utalás Giovanni de Lorenzo tábornokra.
- A film végén a köztársaság elnök szívrohama és halála utalás Antonio Segni köztársaság elnökre, így nem véletlen, hogy az őt alakító színész ennyire hasonlít rá. 1964-ben Segni valójában Aldo Moróval és Giuseppe Saragattal folytatott tárgyalása során a heves vitában kapott szélütést.
- A Nagy Jobb (Grande Destra) egy kitalált nevű párt, amely azonban az akkoriban Nemzeti Jobbként emlegetett újfasiszta Olasz Szociális Mozgalomra utal. Vezetőjének neve (Mazzante) pedig annak vezetőjének nevére, Giorgio Almirante-ra rímel.
- Tritoni alakja Stefano Delle Chiaie személyére emlékeztet, aki több, a korról készült dokumentumfilmben is nyilatkozott.[15]
- A filmbeli puccs, a Fekete Róka (Volpe Nera) fedőnevű akció főhadiszállása szintén utalás az 1970-es Borghese-féle puccsra, ugyanis a hírek szerint Borghese emberei szintén egy római ökölvívó edzőteremben gyülekeztek.
- A fasiszták kiképzőtábora, ahol Tritoni lelkesítő beszédet mond, az 1970-es években különböző helyszíneken leleplezett félkatonai kiképzőtáborokra (Zafferana Etnea, Menfi, Forte Parmand di Salbentrand) utal, de nyilván nem lehet még köze a csak később, 1977 és 1981 között működő un. Hobbit táborokhoz.
- A szenilis Eliseo Tallone marsall nyilvánvaló célzás Rodolfo Graziani marsallra (1882-1955), aki haláláig az olasz újfasiszta mozgalom vezetője volt. Rá illetve Abesszíniára utal a Villa Negelli név, ugyanis Graziani marsallnak Mussolini a Neghelli márkija címet adományozta. Szolgájának feketére mázolt arca pedig utalás a fasiszták körében népszerű Fekete arc (Faccetta nera) című dalra.
- A történet szerint Li Masi belügyminiszternek a fasiszták puccsára rászervezett hatalomátvétele azt használta ürügyül, hogy megakadályozzon egy államcsínyt. Ez emlékeztet az úgynevezett Szükséges Háromszög (Esigenza Triangolo) fedőnevű tervre, amely felhatalmazta a kereszténydemokrata kormányokat különleges törvények életbe léptetésére és megalapozta a feszültség stratégiáját Olaszországban mint a hatalom megtartásának módszerét.

## Filmzene
Carlo Rustichelli filmzenéje Vogliamo I Colonnelli címmel jelent meg kislemezen a CAM kiadónál. Egyik része a korabeli izgalmas olasz bűnügyi filmekhez, politikai krimikhez hasonló feszültséget kelő, nyugtalanító hanghatásokon alapul (Synthetizer Rhythmic), a másik a fasiszta nóták hangulatát idézi.
A oldal: Synthetizer Rhythmic	3:33
B oldal: Son Finiti I Tempi Cupi	2:16

## Érdekességek
- Nem világos, hogy Tritonit miért vezetteti ki a parlament elnöke az ülésteremből. A fasiszta karlengetéshez hasonló mozdulat miatt, vagy ő produkálta a szellentésre emlékeztető hanghatást, esetleg más miatt.
- A filmet 1973. március 6-án, néhány hónappal az 1973-as chilei puccs előtt mutatták be az olasz mozikban.
- Li Masi hétfőig időt kér a szocialista és kommunista képviselőktől. Mikor a chilei puccsisták megtudták, hogy Allende népszavazást jelent be 1973. szeptember 10-én, amit ha elveszít, lemond, felkeresték azzal a kéréssel, hogy a népszavazás bejelentését halassza szerdára. Ekkor már el volt döntve, hogy a puccs kedden, szeptember 11-én lesz. További párhuzam, hogy a Pinochet-féle chilei fasiszta junta is futballstadionban rendezte be koncentrációs táborát és kihallgatóközpontját.